# Sjöbo församling
Sjöbo församling är en församling i Ljunits, Herrestads, Färs och Österlens kontrakt i Lunds stift. Församlingen ligger i Sjöbo kommun i Skåne län och utgör ett eget pastorat.

## Administrativ historik
Församlingen bildades år 2002 genom sammanslagning av Södra Åsums församling, Ilstorps församling, Björka församling och utgör sedan dess ett eget pastorat.

## Kyrkor
- Björka kyrka
- Ilstorps kyrka
- Södra Åsums kyrka
- Södra Åsums gamla kyrka